# Пастка (мінісеріал, 1993)
«Пастка» — український 5-серійний телефільм режисера Олега Бійми, знятий на студії «Укртелефільм» у 1993 році за мотивами повісті Івана Франка «Перехресні стежки». Прем'єра відбулася в 1993 році.
Творців фільму нагороджено Державною премією України ім. Тараса Шевченка.

## Синопсис
Євгеній Рафалович приїжджає до провінційного містечка працювати адвокатом. Він планує похитнути тамтешній замшілий життєвий уклад. Однак кожен його крок натикається на стіну нерозуміння, навколо нього плетуть інтриги, розпускають плітки…
Крім того, Рафалович зустрічає свою колишню кохану, з якою розлучився багато років тому (за анонімним доносом його запроторили до в'язниці). Пройшли роки, однак колишня пристрасть між Євгенієм та Регіною збереглася. Однак вона тепер одружена з колишнім гімназійним вчителем Євгенія Валеріаном Стальським — людиною деспотичною, низькою, але по-своєму нещасною. Саме Стальський написав той самий донос, який розлучив молодих закоханих…

## У ролях
Головні
- Анатолій Хостікоєв — Євгеній Рафалович, адвокат
- Богдан Ступка — Валеріан Стальський, судовий службовець, колишній вчитель Євгенія Рафаловича
- Ольга Сумська — Регіна Стальська (до шлюбу Твардовська), дружина Валеріана

Повторювані
- Георгій Дрозд — Вагман, багатий єврей, власник житла Рафаловича
- Дмитро Миргородський — Баран, сторож
- Костянтин Степанков — Брикальський
- Олександр Гринько — президент суду
- Давид Бабаєв — Шварц
- Володимир Задніпровський — Шнадельский, колишній адвокат
- Анатолій Юрченко — отець Зварич
- Олександр Затучний — Берко
- Лариса Кадирова — Аліція Горська, вчителька музики
- Тамара Яценко — Маршальська
- Матвій Нікітін — Євгеній Рафалович в дитинстві
- Гізелла Ципола — співачка в опері
- Лев Окрент — Голосовкер, лікар
- Віктор Коваленко — Ілько Марусяк
- Віктор Черняков — Страхоцький, суддя
- Анатолій Васильєв — Лейба Хамайдес
- Мальвіна Швідлер — Іда, служниця у Вагмана
- Олексій Пєтухов — слідчий
- Володимир Гончаров — Дорн
- Михайло Гейкрайтер — Мошко, шинкар
- Анатолій Пазенко — пан на вулиці
- Анатолій Лук'яненко — комісар поліції

Епізодичні
- Костянтин Артеменко — старий селянин
- Євдокія Бобровська — Галя Онуфрова
- Борис Болдиревський — селянин
- Борис Александров — селянин
- Михайло Ігнатов — поліцейський, що випускав Рафаловича з тюремної камери (немає в титрах)
- Христина Ґеринович-Ланська
- Віктор Лексиков — староста
- Микола Малашенко — селянин
- Йосип Найдук — Андрій, старий селянин
- Анатолій Пашнін
- Віктор Поліщук — судовий засідатель
- Людмила Смородіна — Зося, дружина Барана
- Альбіна Сотникова
- Максим Максименко
- Вадим Тадер
- Борис Триус
- Я. Турянська
- Юрій Вервейко
- Ю. Гунтмахер
- Сергій Дашевський
- О. Затучний
- Н. Звєрина
- Г. Киш
- Михайло Фіца
- Лідія Чащина
- Надія Шепетюк
- Олег Шеремет-Доска
- М. Шморгонер
- Ігор Щербак

## Творча група
- Сценаристи: Олег Бійма, Леонід Мужук, Віктор Політов
- Режисер-постановник: Олег Бійма
- Режисер: Наталя Кравченко
- Оператор-постановник: Олексій Зоценко
- Оператор: Володимир Єременко
- Художник-постановник: Едуард Колесов
- Композитор: Володимир Гронський
- Художник по костюмах: Алла Кириченко
- Художник-декоратор: Віталій Клебановський
- Художниці-гримери: Ніна Степанова, Світлана Година
- Звукооператор: Геннадій Чупаков
- Режисери монтажу: Клавдія Кпєйкіна, Олена Любченко
- Національний симфонічний оркестр України (Диригент: Володимир Сіренко)
- Дитячий фольклорний ансамбль села Прокурава (Івано-Франківська область)
- Музичний редактор: Світлана Світлична
- Редактор: Галина Криворчук
- Головний консультант: Роман Горак
- Директор картини: Сергій Саакян

## Нагороди та премії
- 1996 — Указом Президента України від 29 лютого 1996 року «Про присудження Державної премії України імені Тараса Шевченка» нагороджені за серіали художніх телевізійних фільмів «Пастка» (1993) та «Злочин з багатьма невідомими» (1993) виробництва студії «Укртелефільм» та присуджено 500 млн карбованців (~2,5 тис. дол. США):[1][2][3]
  - Олег Бійма, режисер-постановник
  - Володимир Гронський, композитор
  - Олексій Зоценко, оператор-постановник
  - Ольга Сумська, Анатолій Хостікоєв, Олексій Богданович, Зінаїда Дехтярьова, виконавці головних ролей

## Саундтрек
До саундтреку фільму увійшли фрагменти з опери Ріхарда Вагнера «Лоенгрін» та уривок з арії Леонори з опери Джузеппе Верді «Сила долі» у виконанні Гізелли Циполи.